# Papyrocranus
Papyrocranus är ett släkte av fiskar. Papyrocranus ingår i familjen Notopteridae.
Kladogram enligt Catalogue of Life:
| Papyrocranus | \| \| Papyrocranus afer \| \| \| \| \| \| Papyrocranus congoensis \| \| \| \| |
|              | \| \| Papyrocranus afer \| \| \| \| \| \| Papyrocranus congoensis \| \| \| \| |
|              | Chitala                                                                       |
|              |                                                                               |
|              | Notopterus                                                                    |
|              |                                                                               |
|              | Xenomystus                                                                    |
|              |                                                                               |
|              | Papyrocranus afer                                                             |
|              |                                                                               |
|              | Papyrocranus congoensis                                                       |
|              |                                                                               |

|  | Papyrocranus afer       |
|  |                         |
|  | Papyrocranus congoensis |
|  |                         |